# Antonio Pérez
Antonio Pérez, född 1540, död 7 april 1611, var en spansk politiker.
Pérez efterträdde 1567 sin far Gonzalo Pérez som statssekreterare hos Filip II. Efter fursten av Ebolis död 1573 hade han kungens förtroende i utrikespolitiska frågor. Sedan han fått del i Juan de Austrias vidlyftiga intriger, lät han 1578 mörda dennes sekreterare Escobedo. Mordryktena blev dock obekväma för Filip II, som året därpå lät arresterar Pérez. 1591 flydde Pérez till Frankrike, besökte sedan England, där han lämnade för krigföringen mot Spanien viktiga uppgifter, och återvände därefter till Frankrike, där Henrik IV skyddade honom. I sin landsflykt författade han ett memoarverk, som i realiteten var en stridsskrift mot Filip II och från vilket många av senare tiders historiker hämtat stora delar av sin beskrivning av kungens personlighet.